# Eucalyptus elata
Eucalyptus elata, menta piperita de río ("river peppermint"), eucalipto blanco de río ("river white gum"), es una especie de eucalipto perteneciente a la familia de las mirtáceas.

## Descripción
Es un árbol mediano a alto con la corteza áspera en la parte baja del tronco, compacta con grietas estrechas longitudinales, gris oscura, en la parte superior se muda en largas cintas, con frecuencia permanece en la copa, para dejar una superficie lisa, de color gris, crema o blancuzca.
Las hojas adultas son pedunculadas, estrechas-lanceoladas a lanceoladas de 12 x 2.8 cm, verdes.
Las flores blancas aparecen desde la primavera al verano.

## Distribución y hábitat
La distribución ocurre en las mesetas centrales y cordilleras costeras del sur de Nueva Gales del Sur y áreas adyacentes en Victoria.

## Usos
E. elata es ampliamente cultivado como árbol ornamental y de calle por su hermosa corteza superior lisa, follaje verde vivo y una profusión de flores que aparecen en masas esféricas.

## Propiedades
Las hojas han sido destiladas comercialmente para aceites esenciales basados en piperitona.

## Taxonomía
Eucalyptus elata fue descrita por Friedrich Dehnhardt y publicado en Catalogus Plantarum Horti Camalduensis 26. 1829.
Etimología
Eucalyptus: nombre genérico que proviene del griego antiguo: eû = "bien, justamente" y kalyptós = "cubierto, que recubre". En Eucalyptus L'Hér., los pétalos, soldados entre sí y a veces también con los sépalos, forman parte del opérculo, perfectamente ajustado al hipanto, que se desprende a la hora de la floración.
elata: epíteto latíno que significa "alta".
Sinonimia
- Eucalyptus longifolia Lindl., Bot. Reg. 11: t. 947 (1826), nom. illeg.
- Eucalyptus lindleyana A.Cunn. ex DC., Prodr. 3: 219 (1828).
- Eucalyptus andreana Naudin, Rev. Hort. 1880: 346 (1880).
- Eucalyptus lindleyana var. stenophylla Blakely, Key Eucalypts: 209 (1934).
- Eucalyptus andreana var. stenophylla (Blakely) Cameron, Victorian Naturalist 63: 41 (1946).[6][7]